# Hans Gál
Pour les articles homonymes, voir Gál.
Hans Gál est un compositeur autrichien, professeur de musique et pianiste exilé au Royaume-Uni, né le 5 août 1890 et mort le 3 octobre 1987.

## Biographie
Hans Gál, fils d'un médecin, Josef Gál, naît dans le village de Brunn am Gebirge, tout près de Vienne. Il étudie le piano avec Richard Robert (professeur notamment de Rudolf Serkin, Clara Haskil et George Szell), la composition auprès d'Eusebius Mandyczevski, un élève et ami intime de Johannes Brahms de 1908 à 1912 et de 1908 à 1913, la musicologie à l'Université de Vienne auprès de Guido Adler.
Dès 1909, il est professeur de contrepoint et d'harmonie au Nouveau conservatoire de Vienne. En 1915, encore étudiant, il remporte le prix national de composition K. und K. (Royal et Impérial) pour une symphonie. En 1928, il remporte le prix Columbia décerné pour le centenaire du décès de Franz Schubert, pour sa Sinfonietta (qui devient ensuite sa première symphonie). L'année suivante, avec le soutien de musiciens tels que Wilhelm Furtwängler et Richard Strauss, il est nommé directeur du conservatoire de Mayence. Gál compose dans presque tous les genres et ses opéras, parmi lesquels Der Arzt der Sobeide, Die heilige Ente et Das Lied der Nacht remportent un vif succès dans les années 1920.
À l'arrivée de Hitler au pouvoir en 1933, Gál doit quitter l'Allemagne parce qu'il est d'origine juive hongroise. Il se produit comme chef d'orchestre à Vienne. Il émigre en Angleterre en 1938 au moment de l'Anschluss de l'Autriche par l'Allemagne nazie.
Il s'installe alors en Grande-Bretagne, où il enseigne au Conservatoire de musique d'Édimbourg pendant de nombreuses années.
Au début de la Seconde Guerre mondiale, le gouvernement britannique interne un temps tous les étrangers potentiellement ennemis, y compris Gál. Hans Gál continue à composer tout en étant interné à Huyton Camp près de Liverpool et puis au Camp Central à Douglas, Île de Man.

## Style
Le style musical de Gál s'inspire de la tradition musicale allemande et autrichienne de la fin du XIXe siècle. Dans ses premières années, il est influencé par Brahms. Cependant, à partir de la fin de la Première Guerre mondiale, il développe son propre langage musical. Il ne s'est intéressé ni à la Seconde école de Vienne ni à la musique dodécaphonique. Ses travaux ultérieurs s'inscrivent généralement dans une structure polyphonique mais n'effacent pas les mélodies traditionnelles. Beaucoup de ses œuvres sont tonalement complexes et offrent simultanément des épisodes lyriques d'une grande beauté.
À côté de l'opéra, Hans Gál a composé de nombreuses œuvres aussi bien orchestrales que de musique de chambre. Cette dernière compte, pour plusieurs aspects, parmi ses œuvres les plus remarquables. Le musicologue Wilhelm Altmann mentionne le quatuor à cordes de Hans Gál, composé en 1916 dans son Handbuch für Streichquartettspieler (Manuel du musicien de quatuor à cordes) dans ces termes : « Ceux qui apprécient la musique de Brahms devraient prêter attention à cette musique, bien qu'il ne s'agisse pas d'une simple copie du style de Brahms. Alors que son quatuor est d'une certaine façon composé dans le style de Brahms, il doit également beaucoup à Franz Schubert et au milieu musical viennois du milieu du XIXe siècle. L'ensemble de l'œuvre est très bien écrit et montre une bonne compréhension du style du quatuor. »

## Œuvres

### Orchestre
- Symphonie no 1 en ré majeur op. 30 (1927), créée à Düsseldorf, décembre 1928, sous la direction de Hans Weisbach (de)
- Symphonie no 2 en fa majeur op. 53 (1942/43), créée à Wiesbaden, octobre 1948, sous la direction d'Otto Schmidtgen (de))
- Symphonie no 3 en la majeur op. 62 (1951/52), créée à la Radio de Vienne en juin 1954 par l'Orchestre symphonique de Vienne)
- Symphonie no 4 op. 105 « Sinfonia concertante » pour flûte, clarinette, violon, violoncelle et orchestre (1974, créée à Édimbourg en janvier 1975)
- Promenadenmusik pour orchestre militaire (1926)
- Sérénade pour orchestre à cordes op. 46 (1937)
- Kaledonische Suite, op. 54 (1949)
- Orchestersuiten
- Ouvertüren

### Orchestre de mandolines
C'est grâce à la rencontre, entre 1933 et 1938, de Vinzenz Hladky, professeur de mandoline à l'académie de musique de Vienne que Gál consacre plusieurs pièces à l'instrument.
- Capriccio (1949)
- Biedermeier-Tänze pour orchestre de mandolines op. 66 (1954)
- Sinfonietta pour orchestre de mandolines no 1 op. 81 (1961)
- Sinfonietta pour orchestre de mandolines no 2 mi mineur op. 86 (1965)

### Concertos
- Concerto pour piano ut majeur op. 57 (1948)
- Concertino pour piano et orchestre à cordes op. 43 (1934)
- Concerto pour violon et petit orchestre op. 39 (1932, création à Dresde, février 1933, Kulenkampf (Vn)/Busch)
- Concertino pour violon et orchestre à cordes op. 52 (1939)
- Concerto pour violoncelle mi mineur op. 67 (1944)
- Concertino pour violoncelle et orchestre à cordes op. 87 (1966) Création à la Südwestfunk-WDR en 1968.
- Concertino pour orgue et orchestre à cordes op. 55 (1948)

### Musique vocale
- Zwei religiöse Lieder, avec orgue et viole de gambe (violoncelle) op. 21 (1923)
- Der Zauberspiegel, Weihnachtsmärchen op. 38 (1930)
- De profundis, Cantate op.50 pour soli, chœur, orchestre et orgue (1936/37) sur des poèmes allemands (Von der Vergänglichkeit (Gryphius), Auf grüner Erde (Fleming), Nachtgesänge (Gryphius), Totentanz(Albert,Gryphius), Zum Frieden (Logau, Ulrich von Brandenburg))
- nombreux Chœurs

### Opéras
- Der Arzt der Sobeide, opéra-comique, en un prologue et deux actes, op. 4, livret de Fritz Zoref (1917/18, création le 2 novembre 1919 à Breslau, direction Julius Prüwer (de))
- Die heilige Ente: ein Spiel mit Göttern und Menschen, en un prélude et trois actes, op. 15, livret de K.M. Levetzow et Leo Feld (1920/21, création le avril 1923 à Düsseldorf, direction George Szell)
- Das Lied der Nacht, ballade dramatique en trois scènes, op. 23, livret de K.M. von Levetzow (1924/25, création en avril 1926 à Breslau, dir. Cortolezis)
- Die beiden Klaas, opéra-comique en trois actes, op. 42, livret de K.M. von Levetzow (1932/33, création (en anglais) en mai 1990 à York, dir. Leslie Brenen)

### Musique de chambre
- Quatuor à cordes nº 1 fa mineur op. 16 (1916)
- Quatuor à cordes nº 2 la mineur op. 35 (1929, création en mars 1930 à Vienne, par le Quatuor Rosé)
- Quatuor à cordes nº 3 op. 95 (1969, création en juin 1970 à Édimbourg, par le Edinburgh Quartet)
- Quatuor à cordes nº 4 op. 99 (1970, création en novembre 1970 à Édimbourg, par le Edinburgh Quartet)
- Quintette à cordes op. 106 (1977, création en mars 1978 à Édimbourg, par le Edinburgh Quartet et James Durant alto)
- Trio avec piano en mi majeur op. 18 (1925)
- Trio avec piano op. 49b (1948)
- Quatuor avec piano en si bémol majeur op. 13 (1914)
- Sonate pour violon et piano en si bémol mineur op. 17 (1920)
- Sonate pour violon en ré majeur (1933, création Londres, le 5 novembre 2001)
- Sonate pour 2 violons et piano op. 96 (1941)
- Sonate pour alto et piano op. 101 (1942)
- Sonate pour violoncelle et piano op. 89 (1953)
- Sonate pour violoncelle seul op. 109a (1982, création à Rottach-Egern en septembre 1983 par son dédicataire, Rudolf Metzmacher)
- Suite pour violoncelle seul op. 109b (dédié à Simon Fox-Gál, son petit fils)
- Sonate pour clarinette et piano op. 84 (1965)
- Trio pour violon, clarinette et piano, op. 97
- Sonate pour hautbois et piano op. 85 (1965)
- Quintette pour clarinette et quatuor à cordes op. 107 (1977, création en novembre 1978 à Édimbourg)

### Piano
- Sonate op. 28 (1927)
- 2 Sonatines op. 58 (en ut majeur, 1951 ; en la mineur, 1949)
- Suite op. 24 (1922)
- 24 Préludes op. 83(1960)
- 24 Fugues op. 108 (1980)
- Kleinere Stücke

### Orgue
- Toccata op. 29 (1928)
- Präludium und Fuge en la bémol (1956)
- Phantasie, Arioso und Capriccio (1956)

## Discographie
- L'Œuvre pour deux pianos : Danses serbes, op. 3, Concertino pour deux pianos, op. 43, Trois marionnettes, op. 74 ; Trois impromptus (1940) ; Pastoral tune (1954), transcription d'Anthony Goldstone - Duo Goldstone et Clemmow, pianos (2001, Olympia / Divin Art) (OCLC 51164388 et 798070662)
- Trios à cordes : Sérénade, op. 41 ; Trio, op. 104 - Ensemble Epomeo : Caroline Chin, violon ; David Yang, alto ; Kenneth Woods violoncelle (13-15 décembre 2011, Avie Records) (OCLC 1131460672)
- Intégrale des symphonies par l'Orchestre du Swan, dir. Kenneth Woods : Symphonie no 1, op. 30, Symphonie no 2, op. 53, Symphonie no 3, op. 62, Symphonie no 4 (Symphonie concertante), op. 105 (Avie Records AV2322) (OCLC 869395434)
- Concerto pour piano, op. 57 par Sarah Beth Briggs, piano ; Royal Northern Sinfonia, dir. Kenneth Woods (12-14 janvier 2016, Avie Records) (OCLC 1013243027)
- Concerto pour violoncelle en fa majeur - Raphael Wallfisch, violoncelle ; Konzerthausorchester Berlin, dir. Nicholas Milton (mai 2016, CPO) (OCLC 1025337526)
- Concertino pour violoncelle, op. 87 ; Suites pour violoncelle seul, op. 109a/b - Matthew Sharp, violoncelle ; English Symphony Orchestra, dir. Kenneth Woods (27-28 mai/4-5 octobre 2017, Avie Records) (OCLC 1048614145)

## Sources
- Wilhelm Altmann, Handbuch für Streichquartettspieler, Wilhemshaven, Heinrichshofen’s Verlag, 4 volumes, 1972-1974 (OCLC 1032974086)
- Certaines des informations présentes sur cette page apparaissent sur le site web des Éditions Silvertrust. Permission a été accordée de copier, distribuer et modifier ce document dans les conditions de la Licence de documentation libre GNU.